# 默岑巴赫河 (海因里希斯巴赫河支流)
49°54′21.49″N 9°28′5.42″E / 49.9059694°N 9.4681722°E

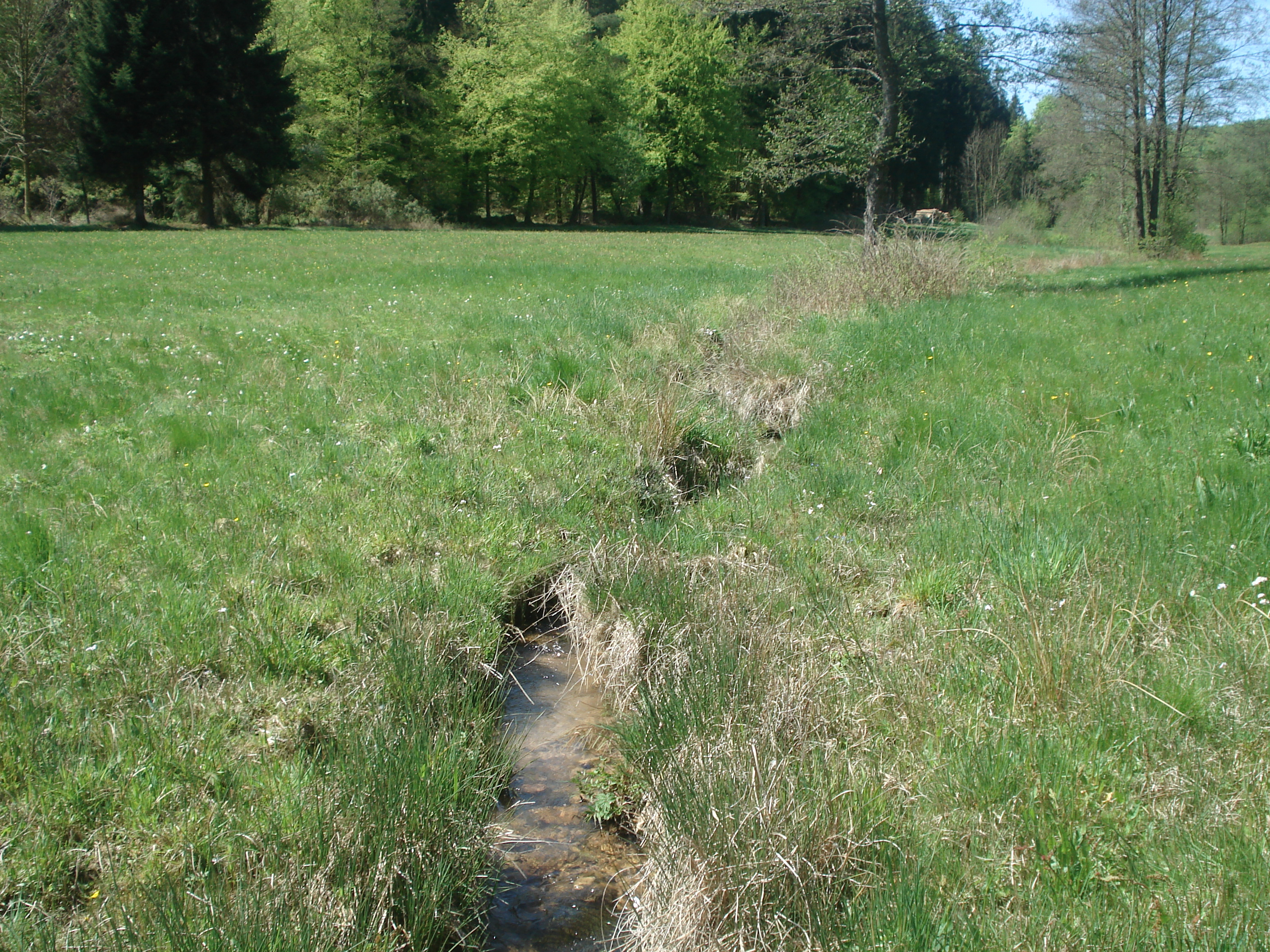

默岑巴赫河（德語：Metzenbach），是德國的河流，位於該國東南部，由巴伐利亞負責管轄，屬於海因里希斯巴赫河的右支流，河道全長2.2公里，流域面積2.5平方公里。